# Västergötlands runinskrifter 153

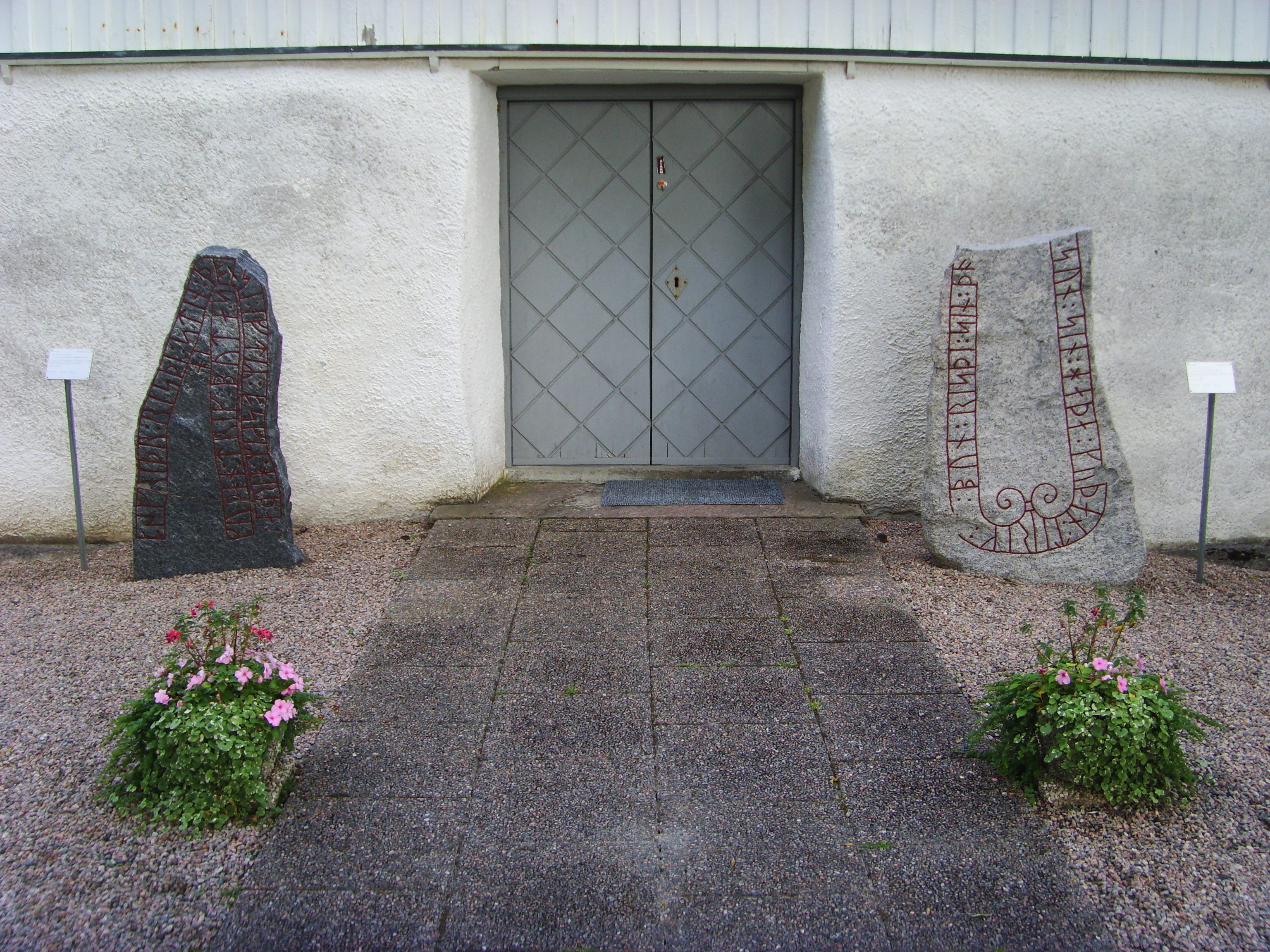
Runstenarna Vg 154 och Vg 153.

Västergötlands runinskrifter 153 är en vikingatida runsten som står rest på Fölene kyrkogård, Fölene socken och Herrljunga kommun. Runstenen är av grå granit och är 1,6 meter hög och 0,9 meter bred. Runhöjden är 10-12 centimeter. Stenen står rest direkt till höger om ingången till Fölene kyrka. Till vänster om ingången står runstenen Vg 154. Vg 153 har varit inlagd i kyrkans grundmur, men togs fram 1937.

## Inskriften
Translitterering av runraden:
: bun : risþi : sin : þo... ... : sun : sin : haþa : kuþan : tirik :
Normalisering till runsvenska:
Biorn ræisti stæin þa[nnsi] ..., sun sinn, harða goðan dræng.
Översättning till nusvenska:
Björn reste denna sten (efter) …, sin son, en mycket dugande ung man.